# Loi Gayssot
Lire en ligne

Lire sur Légifrance

loi du 1er juillet 1972 1972 relative à la lutte contre le racisme
La loi no 90-615 du 13 juillet 1990 tendant à réprimer tout acte raciste, antisémite ou xénophobe, dite loi Gayssot (du nom de son initiateur le député communiste Jean-Claude Gayssot) est une loi française. Elle est la première des lois mémorielles françaises.
Principale innovation juridique, elle réprime la contestation de l'existence des crimes contre l'humanité qui furent définis dans le statut du Tribunal militaire international de Nuremberg. La plupart des débats portant sur cette loi, lors de son adoption et ultérieurement, mettent en avant une possible atteinte à la liberté d'expression et à la liberté de recherche historique en général.

## Principales dispositions
L'article premier de cette loi énonce que « toute discrimination fondée sur l'appartenance ou la non-appartenance à une ethnie, une nation, une race ou une religion est interdite », rappelant la loi du 1er juillet 1972 relative à la lutte contre le racisme (appelée aussi « Loi Pleven »), la France ayant ratifié la Convention internationale sur l'élimination de toutes les formes de discrimination raciale de l'ONU de 1965.
Cette loi Gayssot innove par son article 9, qui qualifie de délit la contestation de l'existence des crimes contre l'humanité, tels que définis dans le statut du Tribunal militaire international de Nuremberg, qui ont été commis soit par les membres d'une organisation déclarée criminelle en application de ce statut soit par une personne reconnue coupable de tels crimes par une juridiction française ou internationale. Cet article 9 introduit en effet dans la loi de 1881 sur la liberté de la presse un article 24 bis dont voici le premier alinéa :
« Seront punis des peines prévues par le sixième alinéa de l'article 24 ceux qui auront contesté, par un des moyens énoncés à l'article 23, l'existence d'un ou plusieurs crimes contre l'humanité tels qu'ils sont définis par l'article 6 du statut du tribunal militaire international annexé à l'accord de Londres du 8 août 1945 et qui ont été commis soit par les membres d'une organisation déclarée criminelle en application de l'article 9 dudit statut, soit par une personne reconnue coupable de tels crimes par une juridiction française ou internationale. »
L'article 6 (c) de ce statut définit les crimes contre l'Humanité : « l'assassinat, l'extermination, la réduction en esclavage, la déportation, et tout autre acte inhumain commis contre toutes populations civiles, avant ou pendant la guerre, ou bien les persécutions pour des motifs politiques, raciaux ou religieux, lorsque ces actes ou persécutions, qu'ils aient constitué ou non une violation du droit interne du pays où ils ont été perpétrés, ont été commis à la suite de tout crime entrant dans la compétence du Tribunal, ou en liaison avec ce crime. »

## Débats sur la loi Gayssot

### Oppositions à la loi

#### Oppositions politiques
À l'époque du vote, la droite parlementaire, majoritaire au Sénat s'est opposée à cette loi portant selon elle atteinte à la liberté d'expression. Le Sénat avait procédé à des votes de rejet les 11, 29 et 30 juin 1990. Parmi les personnes politiques opposés à cette loi, on peut citer Dominique Perben, Pascal Clément, François Fillon, Gilles de Robien, Jean-Louis Debré, Pierre Mazeaud et Jacques Chirac, Jean Foyer, Alain Peyrefitte[réf. nécessaire], Simone Veil et le député Jacques Toubon. Ce dernier déclare : « Je suis contre le délit de révisionnisme, parce que je suis pour le droit et pour l'histoire, et que le délit de révisionnisme fait reculer le droit et affaiblit l'histoire » (AN, 3e séance du 21 juin 1991). Philippe de Villiers, alors député de la Vendée, a voté contre cette loi[réf. nécessaire].
La critique de cette loi va ensuite revenir au premier plan à l'automne 2005 lors de la plainte déposée contre un historien, qui déclenche l'Affaire Olivier Grenouilleau.
D'après Valérie Igounet, le FN est « le seul parti politique français à avoir condamné ouvertement la loi Gayssot et à demander son abrogation dans ses programmes ».

#### Oppositions d'historiens
L'opposition est aussi venue d'intellectuels et notamment d'historiens : « la grande majorité des historiens » selon les termes de Pierre Vidal-Naquet (Le Monde, 4 mai 1996) ; les historiens Pierre Nora, François Furet, François Bédarida et Madeleine Rebérioux. Pour Annie Kriegel, qui estime que la loi réintroduit le délit d'opinion dans le droit français, celle-ci est « d'inspiration strictement communiste [...], une loi indigne d'une démocratie faisant davantage confiance à ses principes qu'au maniement de la répression et de l'interdit. »
Pour Jean-Pierre Azéma, il existait, avant la loi Gayssot, des dispositions légales réprimant la diffamation raciale, l'injure raciale, la provocation à la haine raciale et l'apologie de la haine raciale, dispositions en vertu desquelles ont été condamnés Paul Rassinier, Maurice Bardèche et Robert Faurisson. Il s'interroge donc sur l'utilité d'ajouter à l'arsenal juridique un texte spécifique.
En décembre 2005, 19 historiens lancent une pétition « Liberté pour l'histoire », notamment Jean-Pierre Azéma, Elisabeth Badinter, Françoise Chandernagor, Alain Decaux, Jacques Julliard, Pierre Milza, Pierre Nora, Mona Ozouf, Antoine Prost, René Rémond, Pierre Vidal-Naquet et Michel Winock. Ils affirment que « l'historien n'accepte aucun dogme » et demandent l'abrogation d'articles de loi qualifiés d'« indignes d'un régime démocratique ».

#### Oppositions juridiques et philosophiques
Des personnalités comme Robert Badinter ou Éric Zemmour sont opposées, à des degrés divers, aux lois mémorielles. Ce qui constitue un principe pour Eric Zemmour, relève pour Robert Badinter d'une question de droit. Il admet ainsi le bien-fondé de la loi Gayssot relative à un forfait jugé régulièrement en 1945-1946 par un tribunal, dans lequel la France était partie prenante et rejette celle sur une reconnaissance officielle du génocide des Arméniens qui n'a jamais été jugé et qui ne concerne en rien l'Histoire de la France, aucun Français n'ayant été ni victime ni bourreau.
En 2012, dans son ouvrage Croire et savoir, le sociologue Raymond Boudon déclare : « On a multiplié en France les exceptions à la liberté d'expression. […] La loi Gayssot  érode une liberté fondamentale. Mais son abolition serait grosse de difficultés. Ces effets de cliquet sont l'une des conséquences désastreuses de l'inflation législative, laquelle provient d'une préférence pour le symbolique et le court terme aux dépens du réel et du long terme ».
Pour le philosophe Dominique Lecourt, la loi Gayssot est devenue « un instrument de conquête du pouvoir » utilisée par « des minorités actives bien organisées qui répandent leur conformisme propre. Souvent de tonalité religieuse ».

#### Pétition de 2010
Le 6 août 2010, l'essayiste Paul-Éric Blanrue lance une pétition contre la loi Gayssot, à laquelle il joint comme revendication la libération du négationniste Vincent Reynouard, emprisonné en vertu de cette loi. Activement promue par le physicien Jean Bricmont, cette pétition marque le début de l'engagement négationniste de Paul-Éric Blanrue selon Valérie Igounet. Elle est signée par des personnalités aux opinions politiques diverses, parmi lesquelles le professeur Noam Chomsky, mais également le délégué du Front national Bruno Gollnisch, des personnalités passées par le FN et l'ayant quitté comme Jean-Yves Le Gallou et Alain Soral, ou encore par l'humoriste et militant antisémite Dieudonné. On y trouve également les signatures des négationnistes Robert Faurisson, Pierre Guillaume, Jean Plantin et Bernard Notin.
Selon les journalistes Abel Mestre et Caroline Monnot, certains signataires sont des « idiots utiles » qui se sont fait « piéger » de plus ou moins longue date, parmi lesquels, outre Bricmont et Chomsky déjà cités, l'écrivain et réalisateur Yann Moix (qui retirera sa signature), le journaliste et fondateur de RSF Robert Ménard, le journaliste et écrivain Dominique Jamet, et plus à gauche, l'évêque catholique Jacques Gaillot (qui a retiré sa signature), et le journaliste québécois Jean-Guy Allard.

## Constitutionnalitéetconventionnalitéde la loi
Les opposants à cette loi affirment qu'elle est contraire à la liberté d'expression et aux droits de l'homme et qu'elle serait donc contraire à plusieurs textes internationaux ratifiés par la France ainsi qu'à la Constitution.

### Conformité à des textes internationaux
Les institutions internationales suivantes ont été saisies :
- Comité des droits de l'homme du Haut-Commissariat des Nations unies aux droits de l'homme de l'ONU
- La Commission européenne des droits de l'homme (Conseil de l'Europe)

#### Organisation des Nations unies
Le Comité des droits de l'homme du Haut-Commissariat des Nations unies aux droits de l'homme de l'ONU a conclu que la loi est conforme au Pacte international relatif aux droits civils et politiques.

#### Conseil de l'Europe
- La Commission européenne des droits de l'homme, dans une décision du 24 juin 1996[19], a considéré que la loi n'était pas en violation de la Convention européenne des droits de l'homme, estimant que, à la lumière de l'article 10§2 de la Convention, qui admet des restrictions à la liberté d'expression : « contrairement à l'affirmation du requérant selon lequel l'article 10 par. 2 (art. 10-2) de la Convention ne s'appliquerait pas à la « recherche scientifique », à supposer qu'il s'agisse en l'espèce d'une publication « scientifique », le paragraphe 2 de l'article 10 (art. 10-2) ne distingue pas selon la nature de l'expression en cause. »
- Dans une décision du 16 juillet 1982[20], concernant l'interdiction faite au requérant, par la justice allemande, de réitérer les déclarations qualifiant de mensonge l'assassinat de millions de Juifs sous le 3e Reich, la Commission avait déclaré irrecevable car manifestement mal fondée la requête du requérant invoquant la violation des articles 6§1 et 10 de la Convention.

### Constitutionnalité
Le Conseil constitutionnel français de 1990, présidé alors par Robert Badinter, ne fut pas saisi dans un premier temps. Près de deux décennies après le vote de la loi a été alléguée, lors d'un procès pénal, dans le cadre d'une question prioritaire de constitutionnalité, la violation de l'article 34 de la Constitution française en raison de la « non détermination du délit prévu par l'article 24 bis ». Dans sa décision sur cette affaire en cours en 2010, la Cour de cassation a jugé cette question non sérieuse et a donc refusé de la transmettre au Conseil constitutionnel.
Plus tôt, cette question de constitutionnalité avait été explorée dans un article de doctrine du professeur de droit public Michel Troper et dans un autre de Nicolas Bernard.
Cependant par la suite, le 16 octobre 2015, le Conseil constitutionnel déclare contraires à la Constitution les mots « des crimes de guerre, des crimes contre l'humanité ou » de l'article 48-2 de la loi du 29 juillet 1881, article créé par l'article 13 de la loi Gayssot (2015-492 QPC), en tant que cette formulation réserve aux seules associations de défense des Résistants ou des déportés vers les camps de concentration et d'extermination nazis le droit de se porter parties civiles lors de poursuites pour apologie de crimes de guerre et de crimes contre l'humanité perpétrés en dehors de la Seconde Guerre mondiale, le Conseil constitutionnel y voyant une rupture d'égalité devant la justice vis-à-vis des autres associations mémorielles.
Dans le même temps, saisie à nouveau par Vincent Reynouard, la Cour de cassation accepte, le 6 octobre 2015, de transmettre au Conseil constitutionnel (2015-512 QPC,) une autre question prioritaire de constitutionnalité. Le conseil constitutionnel juge conforme à la constitution le délit de contestation ou de minimisation de la Shoah et des crimes contre l'humanité qui furent définis comme tels par le Tribunal militaire international de Nuremberg, arguant notamment que le législateur a entendu sanctionner des propos qui incitent au racisme et à l'antisémitisme, et que si la négation et la minoration outrancière sont prohibées, les dispositions de cette loi « n'ont ni pour objet ni pour effet d'interdire les débats historiques ».

## Jurisprudence pénale
- Crim. 23 février 1993, pourvoi nº 92-83478, Guionnet, Publié au bulletin[29] : 
  - ne viole pas le décret du 5 novembre 1870 l'arrêt qui, pour écarter l'argument du prévenu selon lequel lui était inopposable, faute d'avoir été publié au Journal officiel de la République française, le jugement du tribunal militaire international auquel se réfère l'article 24 bis, relève :
    - que l'accord de Londres du 8 mai 1945, avec son annexe portant statut du tribunal militaire international, a été régulièrement publié au Journal officiel du 7 octobre 1945
    - que, suivant l'article 26 dudit statut, la décision « sera définitive et non susceptible de révision »
    - que l'autorité de chose jugée d'une décision de justice procède de son caractère définitif, indépendamment de toute publication et que le décret du 5 novembre 1870 est inapplicable aux décisions de justice

  - Le commentateur de l'arrêt à la Gazette du Palais[30] récuse l'équivalence faite entre la publication d'une part, et l'autorité entre les parties de la chose jugée d'autre part, mais admet que, en l'espèce, le prévenu ne pouvait prétendre ignorer les principales disposition du jugement de Nuremberg.
- Crim. 7 novembre 1995, pourvoi nº 93-85800, Marais[31] :
  - Est opposable au prévenu le jugement du Tribunal militaire international de Nuremberg, alors que celui-ci n'a pas été publié au Journal officiel et n'a pas été produit aux débats, car (reprenant Crim. 20 décembre 1994, Boizeau et Editions Choc, pourvoi nº 93-80267) :
    - l'autorité des décisions de justice résulte de leur prononcé et de leur caractère définitif, indépendamment d'une publication qui n'est pas prescrite par le décret du 5 novembre 1870 régissant la publicité des lois et décrets
    - le prévenu d'infraction à l'article 24 bis de la loi du 29 juillet 1881 ne saurait se prévaloir de l'ignorance de la teneur du jugement du Tribunal militaire international de Nuremberg, en date du 1er octobre 1946, qui a fait l'objet, conformément à l'article 25 du statut de ce tribunal, d'une transcription officielle en français

  - Rejet de l'argument selon lequel l'article 24bis violerait le principe de la séparation des pouvoirs législatif et judiciaire : 
    - l'article 6 de la Convention européenne des droits de l'homme n'autorise les juges à se soustraire à l'application de leur loi nationale que dans la mesure où celle-ci serait incompatible avec d'autres dispositions de ladite Convention, ce qui n'est pas le cas en l'espèce
    - les textes ayant valeur législative s'imposent aux juridictions de l'ordre judiciaire qui ne sont pas juges de leur constitutionnalité

  - la loi Gayssot n'est pas jugée contraire à l'article 10 de la Convention européenne des droits de l'homme
  - justifie sa décision la cour d'appel qui relève que le prévenu ne s'est pas borné à mettre en doute « les prétendus gazages » commis dans le camp du Struthof mais aussi, par une formulation très dubitative, l'utilisation des chambres à gaz dans les autres camps de concentration afin d'exterminer la communauté juive
- Crim. 17 juin 1997, pourvoi nº 94-85126, Guionnet, Publié au bulletin : « si la contestation du nombre des victimes de la politique d'extermination dans un camp de concentration déterminé n'entre pas dans les prévisions de l'article 24 bis de la loi du 29 juillet 1881, la minoration outrancière de ce nombre caractérise le délit de contestation de crimes contre l'humanité prévu et puni par ledit article, lorsqu'elle est faite de mauvaise foi. »

## Comparaison avec d'autres textes antiracistes ou antinégationnistes

### Législations internationales

#### Conseil de l'Europe
Un protocole additionnel à la convention sur la cybercriminalité, « relatif à l'incrimination d'actes de nature raciste et xénophobe commis par le biais de systèmes informatiques », a été adopté le 30 janvier 2003 par le Conseil de l'Europe et soumis à la ratification des États membres et observateurs. Son article 6 est intitulé « Négation, minimisation grossière, approbation ou justification du génocide ou des crimes contre l'humanité ». Il est entré en vigueur le 1er mars 2006.
La France l'a intégré dans sa législation le 19 mai 2005. Lors des débats en juin 2005 au Sénat belge sur l'intégration de ce protocole additionnel à la législation belge, la question de l'inclusion du génocide arménien a fait l'objet de vifs débats.
Au 27 février 2014 : 38 États (dont 36 membres du Conseil de l'Europe, plus l'Afrique du Sud et le Canada) l'ont signé dont sept qui l'on ratifié avec réserves (Croatie, Danemark, Finlande, Monténégro, Norvège, Pays-Bas, Roumanie) et 20 États dans lesquels le protocole additionnel est entré en vigueur.

### Législations nationales

#### Allemagne
L'Allemagne possède une législation antiraciste et anti-négationniste.
En 1985 a été introduite dans le code pénal allemand (section 130) l'interdiction de nier ou de minimiser l'importance du génocide, la peine encourue allant jusqu'à un an de prison. En 1994, la négation de la Shoah a été incorporée dans une loi générale contre l'incitation à la haine, la peine encourue pouvant s'élever à cinq ans de prison.
La législation allemande n'a pas été jugée contraire à la Convention européenne des droits de l'homme, que ce soit à son article 3 (interdiction de la torture), 6 (procès équitable), 10 (liberté d'expression) ou 17 (abus de droit). Le 6 septembre 1995, la Cour européenne des droits de l'homme a jugé irrecevable la plainte de l'ancien officier nazi Otto Ernst Remer, qui avait été condamné en octobre 1992 à une peine de prison pour incitation à la haine raciale et négation de la Shoah (Remer, entre-temps, avait fui l'Allemagne, s'établissant en Espagne puis en Égypte et en Syrie. Il est mort en 1997).

#### Belgique
Son homologue belge est la loi du 23 mars 1995 (en) tendant à réprimer la négation, la minimisation, la justification ou l'approbation du génocide commis pendant la Seconde Guerre mondiale par le régime national-socialiste allemand, puis celle du 12 décembre 2002, dite « Loi Mahoux », tendant à lutter contre les discriminations. L'extension de la loi belge de 1995 a été débattue au Sénat en juin 2005 et a achoppé sur la qualification juridique du génocide arménien.
Un organisme de droit public, le Centre pour l'égalité des chances et la lutte contre le racisme, dépendant directement des services du Premier ministre, est essentiellement chargé de veiller à l'application de ces trois lois en estant en justice le cas échéant.

#### Royaume-Uni
Le Royaume-Uni ne possède pas de loi similaire.

#### Suisse
En Suisse, c'est l'article 261bis du Code pénal, adopté en 1994 par référendum, qui permet et a permis de condamner des négationnistes comme Jürgen Graf (exilé à Moscou) ou Gaston-Armand Amaudruz[réf. nécessaire].
Contrairement à d'autres lois européennes, l'article 261bis du Code pénal ne punit les auteurs ayant tenu des propos négationnistes que lorsque l'expression de leur pensée est considérée comme abusive, provocante ou lorsque la volonté de porter atteinte à la dignité des victimes aura semblé manifeste.

#### Autres lois françaises dites «lois mémorielles»
- La loi du 29 janvier 2001 reconnaît l'existence du génocide arménien de 1915 ;
- la loi du 21 mai 2001 (dite « loi Taubira ») dispose dans son article 1 que la traite et l'esclavage qui ont été pratiqués « aux Amériques et aux Caraïbes, dans l'océan Indien et en Europe contre les populations africaines, amérindiennes, malgaches et indiennes » sont des « crimes contre l'humanité » et dans son article 2 que « les programmes scolaires et les programmes de recherche en histoire et en sciences humaines accorderont à la traite négrière et à l'esclavage la place conséquente qu'ils méritent »[37] ;
- la loi sur la colonisation du 23 février 2005 (dite « loi Mekachera ») disposait, avant sa modification (alinéa 2 de l'article 4) à la suite de la polémique suscitée, que « les programmes scolaires reconnaissent en particulier le rôle positif de la présence française outre-mer ». Mais subsiste l'alinéa 1 de l'article 1 par lequel « La Nation exprime sa reconnaissance aux femmes et aux hommes qui ont participé à l'œuvre accomplie par la France dans les anciens départements français d'Algérie, au Maroc, en Tunisie et en Indochine ainsi que dans les territoires placés antérieurement sous la souveraineté française ».